# 工藤璃星
工藤 璃星（くどう りせ、2009年8月28日 - ）は、日本の女子スノーボード選手。2024年江原道ユースオリンピック金メダリスト。

## 経歴
北海道札幌市出身。父の影響で3歳よりスノーボードを始める。
2023年の全日本選手権で優勝。
2024年江原道ユースオリンピックでは女子ハーフパイプで金メダル獲得。
2024年の全日本選手権で3位。